# Karl Friedrich von Kielmeyer
Karl Friedrich von Kielmeyer (22 octobre 1765 - 14 août 1844), nommé Carl Friedrich Kielmeyer avant son anoblissement en 1808, est un naturaliste allemand, à l'origine de la théorie de la récapitulation. Il est l'un des principaux fondateurs et représentants de la philosophie romantique de la nature.

## Biographie
Carl Friedrich Kielmeyer est né à l'automne 1765 dans le Saint-Empire romain germanique à Bebenhausen, dans l'État du Wurtemberg, devenu aujourd'hui un village de l'arrondissement de Tübingen. Il étudie d'abord à l'académie militaire Caroline de Stuttgart. Ses dispositions particulièrement précoces lui permettent d'y enseigner lui-même dès l'âge de vingt ans. Il poursuit alors ses études à l'université de Göttingen entre 1786 et 1788, où il reçoit les enseignements de Johann Friedrich Blumenbach, Johann Friedrich Gmelin et Georg Christoph Lichtenberg, avec lesquels il noue des relations. Il retourne ensuite à l'académie militaire de Stuttgart qui, dès 1788, lui donne la charge de diriger le musée d'histoire naturelle de la ville. En 1790, il se voit confier un enseignement d'histoire naturelle et en 1792, il est nommé professeur de chimie. 
La suppression de l'académie Caroline de Stuttgart ne laissera à Kielmeyer que la fonction de directeur du musée, laquelle ne pourra suffire à combler son besoin d'exploration scientifique. Il entreprend alors une série de voyages, puis, en 1796, il accepte une chaire de chimie et de botanique à l'université de Tübingen. Il y crée le jardin botanique de l'université de la ville en 1804 et y enseigne l'histoire et la philosophie naturelles pendant vingt ans, activité qui lui procure rapidement une grande notoriété. En 1816, il quitte ses fonctions et retourne à Stuttgart où il obtient la charge de directeur scientifique de la bibliothèque particulière du roi Frédéric Ier de Wurtemberg et celle de directeur du jardin botanique de la ville. Il décède à Stuttgart durant l'été 1814.
Le taxon Kielmeyera, désignant un genre de plantes endémique de l'Amérique du sud, fut nommé en son honneur par Carl Friedrich Philipp von Martius en 1826.

## Travaux scientifiques
Kielmeyer est, avec le philosophe Friedrich Schelling et le naturaliste Lorenz Oken, l'un des fondateurs de la philosophie de la nature (Naturphilosophie), et l'un de ses grands représentants. Il exerce une influence importante sur la pensée de Schelling. Il est aussi considéré comme un précurseur de la théorie de l'évolution au sein d'une science transformiste pré-darwinienne. 
On doit à Kielmeyer la première théorie de la récapitulation, s'étant aperçu très tôt de l'existence de certaines similitudes entre les premiers moments du développement ontogénétique humain (développement de l'embryon) et la série phylogénétique des espèces animales. Cette théorie, exposée dans son ouvrage le plus connu – « Sur les rapports des forces organiques entre elles » – sera longuement commentée puis reprise ensuite par des naturalistes évolutionnistes  tels que Ernst Haeckel. Elle met en rapport les premières phases du développement de l'embryon humain avec la succession évolutive des organismes supérieurs (essentiellement les vertébrés). D'après Kielmeyer, les êtres vivants n'étant que des arrêts successifs d'une même activité, les plus élevés d'entre eux doivent traverser dans leur propre croissance les formes auxquelles s'arrêtent les plus simples. Il considère en particulier que les grenouilles passent par un véritable stade poisson dans leur jeunesse et que les mammifères ont d'abord une circulation de reptiles, ces faits étant présentés comme des preuves de l'unité de plan de composition organique de tous les êtres vivants.
Kielmeyer a peu publié de son vivant, et une grande partie de ce qui est connu de sa philosophie scientifique provient des conférences qu'il a données.